# Iduna (zoologia)
Iduna Keyserling & J.H.Blasius, 1840 è un genere di uccelli passeriformi della famiglia Acrocephalidae.

## Tassonomia
Il genere comprende sei specie:
- Iduna natalensis (Smith, A, 1847) - canapino ventregiallo del Natal
- Iduna similis (Richmond, 1897) - canapino ventregiallo di montagna
- Iduna caligata (Lichtenstein, MHK, 1823) - canapino asiatico
- Iduna rama (Sykes, 1832) - canapino di Sykes
- Iduna pallida (Hemprich & Ehrenberg, 1833) - canapino pallido
- Iduna opaca (Cabanis, 1850) - canapino pallido occidentale